# Deutsche Gildenschaft
Die Deutsche Gildenschaft (DG) ist ein Korporationsverband. Sie vereint derzeit sechs Hochschulgilden (davon drei aktive) genannte farbentragende und nichtschlagende Studentenverbindungen.  Die DG ist Mitglied des Convents Deutscher Korporationsverbände (CDK) und des Convents Deutscher Akademikerverbände (CDA). Im Gegensatz zu den meisten Korporationen nehmen ihre Mitgliedsverbindungen auch Frauen auf (siehe auch: Gemischte Studentenverbindung).

## Geschichte

### Vorgeschichte
In den ersten zwei Jahrzehnten des 20. Jahrhunderts lehnten zahlreiche aus der Wandervogelbewegung kommende und durch die Jugend- und Lebensreformbewegung geprägte Studierende das klassische Korporationswesen ab und schlossen sich deshalb entweder bestehenden Reformverbindungen wie dem Deutschen Bund abstinenter Studenten an oder gründeten eigene Organisationen wie die Deutsche Akademische Freischar, die beide auch zu den einladenden Organisationen des Ersten Freideutschen Jugendtags 1913 zählten. Mit dem Ausbruch des Ersten Weltkriegs stellten diese Organisationen ihre Aktivitäten weitgehend ein.
Während des Krieges zerfiel zudem die aus dem Ersten Freideutschen Jugendtag hervorgegangene Dachorganisation Verband Freideutscher Jugend in einen linken, pazifistisch eingestellten und einen rechten, völkischen Flügel, was die wenigen verbliebenen studentischen Gruppen durch die damit einhergehenden Konflikte weiter schwächte.

### Gründung 1920
Im Frühjahr 1918 stellte der dem völkischen Flügel der Jugendbewegung zuzurechnende Medizinstudent Albrecht Meyen in einem Rundbrief seine Vorstellungen einer neuen studentischen Gemeinschaft dar. Meyen wollte „die Ideale des Wandervogels […] erhalten“, sich aber der „vorhandenen jugendbewegten Formen wegen ihrer Ungezwungenheit und Unkonventionalität“ entledigen. Beispielhafter erschienen ihm die traditionellen Verbindungen mit „ihr[em] «schneidige[n] Auftreten» und ihre[m] festen Zusammenhalt durch das Prinzip des Lebensbundes“, wenn er auch ihre Lebensformen ablehnte. Ziel der Neugründung sollte die Herausbildung einer „starken, innerlich gefestigten Persönlichkeit mit sozialem Verantwortungsbewußtsein und äußerer Formvollendung“ sein, die sich zum „deutschen Volkstum“ bekannte. Für die Mitglieder der vorgeschlagenen „Deutsch-Akademischen Gildenschaft“ sollte das Prinzip der bedingten Satisfaktion gelten. Eine Mitgliedschaft von Frauen wurde abgelehnt.
Nachdem sich nach Meyens Vorstellungen 1919 mehrere Gilden als lose Zusammenschlüsse gegründet hatten, kam es 1920 in Quedlinburg zur Bildung der Deutsch-Akademischen Gildenschaft (DAG, auch Deutsche Akademische Gildenschaft) als gemeinsamen Korporationsverband. 1923 schloss sich die DAG mit österreichischen Gilden und den „Böhmerländischen Freischaren“ in Hofbieber zum Dachverband Großdeutsche Gildenschaft zusammen; die österreichischen und ein Teil der sudetendeutschen Gruppen traten in den folgenden Jahren auch direkt der DAG bei. Dem Dachverband Großdeutsche Gildenschaft trat 1927 der der Deutschen Freischar nahestehende Ring Akademischer Freischaren bei. 1930 folgte der Großdeutsche Gildenring als Studentenorganisation des Großdeutschen Jugendbundes (bzw. der Freischar junger Nation).
Die Gilden wollten, so hieß es, „durch Wanderfahrten, Turnen und Fechten ihre Mitglieder zu wehrhaften Männern erziehen“ und verlangten von ihren Mitgliedern „Verantwortlichkeitsgefühl gegenüber der deutschen Volksgemeinschaft“.
Man beschrieb sich zum Zeitpunkt der Gründung als Avantgarde einer neuen „völkischen Gemeinschaft“ und orientierte sich in Abgrenzung zu freideutschen Kreisen an der vom Jungdeutschen Bund angeführten „jungdeutschen Bewegung“. So verwehrte man zu dieser Zeit Frauen eine Mitgliedschaft und hatte eine zunehmend völkische Ausrichtung. Hochschulpolitisch forderte die Gildenbewegung „Elitebildung“ statt „Vermassung“ und nach Haar „eine rassistische Zulassungspraxis, die jüdische Studenten ausschloß“. Als „geistige Zielgemeinschaft“ und „im körperlichen Wettkampf gestählte Turngemeinde“ habe die exklusiv männliche Studentenschaft für eine neue, „kämpfende“ Wissenschaft einzutreten.
Zusammen mit paramilitärischen Verbänden nahmen Gildenschafter an den Grenzkämpfen im Baltikum, den Aufständen in Oberschlesien und dem Kärntner Abwehrkampf teil. 1923 nahmen Gildenangehörige, vornehmlich als Mitglieder des Bundes Oberland, am Hitler-Ludendorff-Putsch teil. Über Doppelmitgliedschaften waren Gildenbrüder eng mit dem völkisch-radikalen Spektrum der Weimarer Republik verbunden. Zahlreiche Wiener Gildenschafter schlossen sich in den 1920er Jahren dem „Kameradschaftsbund für volks- und sozialpolitische Bildung“ des Konrad-Henlein-Vertrauten Heinrich Rutha an. Von den traditionellen Korporationen und Burschenschaften grenzte sich die Gildenschaftsbewegung durch ihren „radikal-völkischen Gestus“ ab. Bis 1929 umfasste sie sämtliche nationalen Strömungen der Weimarer Republik, von Nationalrevolutionären um Ernst Niekisch über Nationalbolschewisten und Jungkonservative bis hin zu Nationalsozialisten. Dieses Nebeneinander politischer Positionen führte mehrfach zu Richtungsstreitigkeiten innerhalb des Bundes. So trat 1930 unter Führung von Ernst Anrich die nationalsozialistische Deutsche Gildenschaft Ernst Wurche mit Burschengilden (Ortsgruppen) in Bonn, Heidelberg, Tübingen und Wien aus dem Verband aus und schloss sich korporativ dem Nationalsozialistischen Deutschen Studentenbund an. 1932 kam es auf dem Bundestag in Hohnstein zur Abspaltung von weiteren 14 Gilden, die den nationalrevolutionären Kurs nicht mittragen wollten. 1933 erfolgte eine Wiedervereinigung und der Zusammenschluss mit der akademischen Jungmannschaft des Großdeutschen Bundes zur Bündischen Gildenschaft. Die Gildenschaft hatte bis ins Jahr 1935 Bestand und wurde auf dem Bundestag in Natternberg aufgelöst.

### Wiedergründung 1958
Nach dem Zweiten Weltkrieg sammelten sich die ehemaligen Mitglieder der „Böhmerländischen Freischaren“ in der „Altherrenschaft Bündischer Studentenverbände“ (AHBStV) und die der deutschen Gilden im „Bund Alter Gildenschafter“ (BAG). Seit 1957 erscheinen die Blätter der Deutschen Gildenschaft des BAG.
AHBStV und BAG schlossen sich am 15. Juni 1958 mit dem „Arbeitskreis Sudetendeutscher Studenten“ (ASSt) zum Dachverband Deutsche Gildenschaft zusammen. Die Aktivenschaft des Verbandes bestand aus sechs Ortsgruppen des ASSt und zwei oder drei in Gründung befindlichen Jung-Gilden der BAG, der AHBStV schloss sich korporativ dem BAG als zukünftigem Rechtsträger des Verbands an.
Die Wiedergründung wurde nur von einem Teil der ehemaligen Mitglieder mitgetragen. So lehnte Theodor Schieder, der von 1926 bis 1933/34 Mitglied der Münchner Gilde Greif war und 1949 zeitweilig eine Unterstützungskasse für notleidende Gildenschafter verwaltete, eine Beteiligung ab, da es „unmöglich sei, den damaligen Geist und seine inneren und äußeren Voraussetzungen in irgendeiner Weise restaurieren zu können“. Die führende Beteiligung von alten Kämpfern der NSDAP, darunter Ernst Anrich, machte aus Schieders Sicht eine Neugründung „[v]ollends untragbar“.
Die Deutsche Gildenschaft wurde 2012 zusammen mit dem Freibund, dem Sturmvogel und den Fahrenden Gesellen als „völkischer Flügel der Jugendbewegung“ von der Vorbereitung und Teilnahme an der 100-Jahr-Feier des Ersten Freideutschen Jugendtags im Jahr 2013 ausgeschlossen.

## Politische Ausrichtung
Die Deutsche Gildenschaft sowohl der Weimarer Republik als auch der Bundesrepublik wird als Vertreterin des völkischen Nationalismus in jeweils zeitgenössischen Formulierungen angesehen. Bei der Gründung 1920 fand sich in den Leitlinien eine Mischung aus „völkischer Gesinnung, soldatischer Haltung und jugendbewegtem Bekenntnisdrang.“
Die Deutschtumsideologie der Deutsch-Akademischen Gildenschaft in den 1920er Jahren besaß drei Dimensionen. Die Aufnahme von Mitgliedern orientierte sich auch an völkisch-rassistischen Kriterien und bedeutete damit in der Praxis die Ausgrenzung jüdischer Studenten. Der völkische Gedanke verband die soziale mit der nationalen Frage und interpretierte diese antidemokratisch. Drittens war sie grenzüberschreitend und großdeutsch. Die staatliche Neuordnung Europas nach dem Ersten Weltkrieg wurde abgelehnt. Das Bekenntnis zur Wehrhaftigkeit und damit zum Soldatentum konnte an die großdeutsche Idee zwanglos anknüpfen.
Nach 1958 wurde die programmatische Ausrichtung der Deutschen Gildenschaft für die nächsten 30 Jahre maßgeblich von Herbert Böhrsch geprägt, einem ehemaligen SS-Offizier und Mitarbeiter des SD. Unter Böhrschs Ägide hatte die DG den Anspruch, „der Volks- und Staatsgemeinschaft volkspolitisch vorgebildete, zum Einsatz in Staat, Politik, Wirtschaft und Kultur befähigte und bereite Hochschulabsolventen als künftige Führungskräfte zur Verfügung zu stellen“.
In der Salzburger Erklärung der Deutschen Gildenschaft von 1992 heißt es:

„Die Deutsche Gildenschaft [ist eine] akademische Erziehungsgemeinschaft mit nationaler Überzeugung und bündischer Tradition.“

In den letzten Jahren wurde die Deutsche Gildenschaft immer wieder im Zusammenhang mit Rechtsextremismus genannt. Im Januar 2010 teilte die Niedersächsische Landesregierung auf eine kleine Anfrage der Linken-Abgeordneten Pia-Beate Zimmermann mit, dass die derzeit vorliegenden Erkenntnisse über die Deutsche Gildenschaft deren Einstufung als Beobachtungsobjekt des Verfassungsschutzes nicht rechtfertigten. Jedoch „verfolgt die Verfassungsschutzbehörde die Entwicklung mit großer Aufmerksamkeit, um zu prüfen, ob die Grenze zur verfassungsfeindlichen Bestrebung überschritten ist.“
Nach Auseinandersetzungen um Karl-Eckhard Hahn (CDU), Mitglied der Deutschen Gildenschaft und Regierungssprecher der Thüringer Landesregierung, kündigte der Thüringer Innenminister Jörg Geibert im August 2013 an, durch die Innenministerkonferenz prüfen zu lassen, „ob die DG im freiheitlich-demokratischen Spektrum angesiedelt“ sei. Hahn ließ in der Folge seine Mitgliedschaft in der Deutschen Gildenschaft bis zum Abschluss der Prüfung ruhen. Die Prüfung ergab, dass die Verfassungsschutzbehörden der Länder und des Bundes die Deutsche Gildenschaft nicht als verfassungsfeindlich einstufen. Laut der Journalistin Andrea Röpke missfällt die DG in der bündischen Jugend „wegen ihrer rechtslastigen Ausrichtung“.
Zur Führungsriege der Neuen Rechten zählen bzw. zählten auch mehrere Gildenmitglieder. Dieter Stein ist Gründer und Chefredakteur der Wochenzeitung Junge Freiheit, Götz Kubitschek und Karlheinz Weißmann Gründer und Leiter des Instituts für Staatspolitik (IfS) und des Verlages Edition Antaios, die von Sozialwissenschaftlern der Neuen Rechten zugeordnet werden. Nach Ansicht von Helmut Kellershohn ist mit diesen drei „Institutionen“ ein arbeitsteilig miteinander kooperierendes Netzwerk entstanden.

## Mitgliederentwicklung
Die Deutsche Gildenschaft war im Vergleich zu anderen Korporationsverbänden nie mitgliederstark. 1925 hatte sie 280 Mitglieder in 19 Gilden. Durch die Neugründung von Gilden und die Aufnahme anderer aus der Jugendbewegung kommender Korporationsverbände stieg die Mitgliederzahl bis 1930 auf 611 Aktive und 622 Alte Herren in 30 Gilden, darunter sieben auslandsdeutsche Gruppen in Österreich, der Tschechoslowakei und dem Baltikum. Sie hatte bezogen auf die Mitgliedsstärke damit den 31. Rang unter insgesamt 53 deutschen studentischen Verbänden. Vor der Spaltung des Verbandes 1932 waren 42 Gilden Mitglied in der DG. Bei der Auflösung der Deutsch-Akademischen Gildenschaft im Rahmen der nationalsozialistischen Gleichschaltung 1935 gehörten ihr noch 30 Gilden an.
Die Wiedergründung 1958 erfolgte durch acht oder neun Ortsgruppen. 1992 existierten acht Gilden mit 65 aktiven Mitgliedern und 530 Alten Herren, womit die DG an drittletzter Stelle der Korporationsstatistik stand. 2001 umfasste sie nach den Angaben auf ihrer Website 13 aktive Gilden, davon zwei in Österreich, die in der „Akademischen Gildenschaft (in) Österreich“ zusammengeschlossen waren.
2024 gehörten der DG nach eigenen Angaben sechs „Deutsche Hochschulgilden“ (DHG) an, von denen drei als sogenannte „Alt-Gilden“ nur über eine Altherrenschaft verfügten:

### Jung-Gilden
|  |
|  |
|  |
|  |
|  |

|  |
|  |
|  |
|  |
|  |

|  |
|  |
|  |
|  |
|  |

### Alt-Gilden
|  |
|  |
|  |

|  |
|  |
|  |
|  |
|  |

|  |
|  |
|  |
|  |
|  |

### Ehemalige, erloschene Gilden
Nur noch historisch sind:
- Berlin: Ak. Gemeinschaft, Ak. Gilde, DHG Alexander und Wilhelm von Humboldt, DHG Arndt, Hansische Hochschulgilde, Märkische Jungmannschaft, DHG Teja, DHG Werdandi, DHG Werwolf
- Bonn: Akademische Gilde (später Wiking)
- Braunschweig: DHG
- Breslau: Freischargilde, DHG vom Stein
- Danzig: DHG Ostmark
- Darmstadt: Ostdeutsche Studentengruppe (später Ak. Gemeinschaft, später Karlstein), DHG Wieland
- Dresden: DHG Nothung, DHG vom Stein Freiberg
- Erlangen: DHG Nothung
- Frankfurt am Main: DHG Albrecht von Wallenstein, DHG Lützow, DHG Greif (später Freiherr vom Stein)
- Freiberg: DHG vom Stein
- Freiburg: DHG, Freischargilde, DHG Wiking
- Gießen: DHG
- Göttingen: DHG Eckart, DHG Nibelung
- Greifswald: DHG St. Georg
- Halle: DHG Pachantey
- Hamburg: DHG Deutschritter, Hanseatische Gilde
- Hannover: DHG, Gefolgschaft auf dem Hohlen Moor, DHG Werwolf
- Karlsruhe: DHG Westmark
- Kiel: DHG Nordmark
- Köln: Hochschulgruppe Deutsche Jugend des Ostens (später Ak. Gemeinschaft Johann Gottfried Herder), DHG Schill
- Königsberg: Freischargilde, DHG Skuld (Später Hermann Balk)
- Leipzig: Freischargilde, DHG Kursachsen
- Marburg: DHG, DHG Saxnot
- München: Ak. Gemeinschaft Deutscher Osten (später Ak. Gilde), DHG Greif, DHG Untersberg, DHG Werdandi
- Münster: Hochschulgilde Schwertkreuz, DHG Widukind
- Prag: Freischar Pädagogische Gemeinschaft, Greif
- Regensburg: Deutsche Freischar Prag zu Regensburg
- Riga: Freischar
- Rostock: DHG Ulrich von Hutten
- Stuttgart: DHG Widar
- Tetschen-Liebwerd: Dt. böhm. Freischar Arndt
- Tübingen: Akademische Gilde, DHG Ernst Wurche, DHG Rüdiger von Bechelarn
- Würzburg: DHG Bergfried, DHG Ernst Moritz Arndt

In Österreich existierten unter anderem folgende Akademische Gilden (AG), zusammengeschlossen in der Akademische Gildenschaft in Österreich (AGÖ):
- Graz: AG Wolfstein
- Leoben: Körner
- Linz: AG
- Wien: AG Aggstein, AG Aus eigener Kraft, AG Greif, AG Thule

## Bekannte Mitglieder
- Joseph Friedrich Abert (1879–1959), deutscher Historiker und Archivar
- Ernst Anrich (1906–2001), deutscher Historiker und Politiker (NPD)
- Ernst Arnold (1903–1966), deutscher Politiker (FDP) und ehemaliger Abgeordneter des Hessischen Landtags
- Volker Aschoff (1907–1996), deutscher Professor für Nachrichtentechnik und Rektor der RWTH Aachen
- Walter Assmann (1896–1964), deutscher Offizier, zuletzt Generalleutnant im Zweiten Weltkrieg
- Karl Astel (1898–1945), deutscher Mediziner und nationalsozialistischer Eugeniker
- Walter Becher (1912–2005), sudetendeutscher Journalist und Politiker (Deutsche Gemeinschaft, GB/BHE, GDP, CSU)
- Gerhard Becker (1910–2006), deutscher evangelischer Pfarrer und Heimatforscher
- Klaus Betke (1914–2011), deutscher Kinderarzt
- Otto Friedrich Bollnow (1903–1991), deutscher Philosoph und Pädagoge
- Walter Brand (1907–1980), sudetendeutscher Politiker
- Ferdinand Brandner (1903–1986), österreichischer Motoren-Konstrukteur
- Heinz Brücher (1915–1991), deutscher Botaniker und Genetiker
- Adolf Busemann (1887–1967), deutscher Pädagoge und Psychologe
- Werner Conze (1910–1986), deutscher Historiker[34][35]
- Rudolf Craemer (1903–1941), deutscher Historiker
- Ulrich Crämer (1907–1992), deutscher Historiker[36]
- Helmuth Croon (1906–1994), deutscher Historiker
- Wilhelm Dantine (1911–1981), österreichischer lutherischer Theologe
- Hellmut Diwald (1924–1993), deutscher Historiker und Publizist[37]
- Hans Dombois (1907–1997), evangelischer Jurist, Kirchenrechtler und Mitglied der Bekennenden Kirche
- Wolfgang Egerter (1930–2008), deutscher Vertriebenenfunktionär und Politiker (CDU); von 1972 bis 1988 erster Vorsitzender der DG.[10]
- Richard W. Eichler (1921–2014), deutscher Kunsthistoriker
- Peter Felser (* 1969), deutscher Unternehmer, Politiker und Vize-Fraktionsvorsitzender der AfD-Fraktion im deutschen Bundestag
- Ludolph Fischer (1900–1972), deutscher Tropenmediziner und Hochschullehrer
- Helmuth Flammer (1911–1980), deutscher Chemiker. Er war von 1978 bis 1980 Präsident der Synode der Evangelischen Landeskirche in Württemberg
- Rudolf Fleischmann (1903–2002), deutscher Physiker und Mitglied der Göttinger Achtzehn
- Günther Franz (1902–1992), deutscher Historiker
- Robert Geisendörfer (1910–1976), evangelischer Pfarrer, kirchlicher Publizist und Medienpionier
- Hans Graul (1909–1997), deutscher Geograph und Geologe. Er war Professor für Geographie an der Universität Heidelberg
- Norbert Gürke (1904–1941), österreichischer Völkerrechtler
- Karl-Eckhard Hahn (* 1960), deutscher Historiker, Pressereferent und Autor, 1999 bis 2004 Sprecher des Thüringer Landtags, 2004 bis 2013 und seit 2014 Sprecher der Thüringer CDU-Fraktion, 2013 bis 2014 Regierungssprecher in Thüringen
- Gerhard Heberer (1901–1973), deutscher Zoologe, Genetiker und Anthropologe (SS-Forschungsgemeinschaft Deutsches Ahnenerbe)
- Walter Heinrich (1902–1984), sudetendeutscher Nationalökonom, Soziologe und Politiker
- Kurt Heißig (* 1941), deutscher Paläontologe und Geologe
- Eduard Hesse (1912–2011), deutscher evangelischer Geistlicher und Mitglied der Bekennenden Kirche
- Arthur R. von Hippel (1898–2003), deutsch-amerikanischer Materialwissenschaftler und Physiker
- Hans Hosemann (1913–1994), deutscher Gynäkologe
- Otto Albrecht Isbert (1901–1986), deutscher Yogalehrer und Schriftsteller gilt als Mitbegründer des Yogas in Deutschland
- Hanns Klatz (1914–2009), Redakteur und Gründungsmitglied der Deutschen Gildenschaft
- Karl Kurt Klein (1897–1971), deutscher Journalist, Theologe, Germanist und Historiker
- Johannes Klevinghaus (1911–1970), deutscher lutherischer Pfarrer und Mitglied der Bekennenden Kirche
- Hans-Christof Kraus, (* 1958), deutscher Historiker, seit 2007 Lehrstuhlinhaber für Neuere und Neueste Geschichte an der Universität Passau[38][39]
- Albert Krebs (1899–1974), deutscher Politiker (NSDAP, GB/BHE)
- Götz Kubitschek (* 1970), deutscher Verleger, Publizist und politischer Aktivist. Langjähriger Sprecher und heute nicht mehr Mitglied der Gildenschaft.
- Jörg Kudlich (1936–2009), Ministerialrat im Bayerischen Staatsministerium für Arbeit und Sozialordnung, Familie und Frauen, sudetendeutscher Politiker (CSU) und Jurist
- Hermann Kutschera (1903–1991), österreichischer Architekt
- Georg Lanzenstiel (1909–1983), deutscher evangelisch-lutherischer Geistlicher, Mitglied des Kollegiums der Kirchenleitung der Evangelisch-Lutherischen Kirche in Bayern sowie Mitglied des Bayerischen Senats
- Siegfried Leffler (1900–1983), deutscher protestantischer Theologe und Vertreter des radikalen Thüringer Flügels der Deutschen Christen
- Rudolf Lempp (1887–1981), deutscher Architekt und Baubeamter
- Gottfried Wilhelm Locher (1911–1996), Schweizer reformierter Pfarrer und Theologe
- Wolfgang Marzahn (1911–1988), deutscher evangelischer Pastor, Mitglied der Bekennenden Kirche und Autor
- Erich Maschke (1900–1982), deutscher Historiker, Berater im Amt Rosenberg
- Albert Massiczek (1916–2001), österreichischer Autor
- Hellmuth Mayer (1895–1980), deutscher Rechtswissenschaftler, Kriminologe und Mitglied der Bekennenden Kirche in Mecklenburg
- Ernst Mayr (1904–2005), deutsch-amerikanischer Biologe und der Hauptvertreter der modernen synthetischen Evolutionstheorie
- Heinrich Micko (1899–1969), österreichischer Schriftsteller und Heimatdichter
- Andreas Molau (* 1968), deutscher Publizist und Politiker. Bis 1995 Autor der Jungen Freiheit, später Funktionär der NPD, DVU und Pro NRW bis 2012. Von 2005 bis 2010  Vorsitzender der Gesellschaft für freie Publizistik. Molau wurde nach Angaben der DG im April 2009 ausgeschlossen. Seit 2012 engagiert er sich in Integrations- und Inklusionsprojekten.
- Hartmut Müller-Kinet (1938–2003), deutscher Historiker und Staatssekretär im hessischen Kultusministerium (CDU)
- Theodor Oberländer (1905–1998), deutscher Agrarwissenschaftler und Politiker (GB/BHE, CDU), Minister für Vertriebene, Flüchtlinge und Kriegsgeschädigte
- Karl Heinz Pfeffer (1906–1971), deutscher Soziologe
- André Pirson (1910–2004), deutscher Botaniker, Forscher und Hochschullehrer
- Karl Heinz Probsthain (1908–1943), deutscher evangelischer Vikar, Mitglied der Bekennenden Kirche (BK) und Opfer des Nationalsozialismus
- Günter Reichert (* 1941), sudetendeutscher Funktionär, früherer Büroleiter von Alfred Dregger (CDU) und von 1992 bis 1998 Präsident der Bundeszentrale für politische Bildung
- Wilhelm Rott (1908–1967), deutscher Theologe, Widerstandskämpfer (Bekennende Kirche) und evangelischer Pfarrer
- Theodor Schieder (1908–1984), deutscher Historiker
- Siegbert Schneider (* 1913), sudetendeutscher Politiker (NSDAP)
- Martin Schmidt (* 1966), deutscher Journalist, Publizist und Politiker (AfD)
- Helmut Schröcke (1922–2018), Mineraloge[40]
- Ulrich Sporleder (1911–1944), deutscher evangelischer Geistlicher, Pfarrer der Bekennenden Kirche in Marienburg und Marienwerder, Offizier der deutschen Wehrmacht und Widerstandskämpfer gegen den Nationalsozialismus
- Walter Staffa (1917–2011), deutscher rechtsextremer Politiker, Funktionär in verschiedenen Heimatvertriebenen-Organisationen
- Dieter Stein (* 1967), Gründer, Herausgeber und Chefredakteur der Jungen Freiheit
- Lothar Stengel-von Rutkowski (1908–1992), deutsch-baltischer Arzt, Dichter und Verfechter der nationalsozialistischen Eugenik
- Hans Gerd Techow (1905–1992), deutscher Publizist, Jurist und Verleger. Er war an der Planung des Attentats auf Walther Rathenau beteiligt
- Karl Thums (1904–1976), österreichischer Internist, Psychiater, Neurologe, Eugeniker und eine führende Persönlichkeit des Österreichischen Wandervogels
- Karl Ursin (1901–1973),  österreichischer Mediziner und eine führende Persönlichkeit des Österreichischen Wandervogels
- Karl Vötterle (1903–1975), deutscher Musikverleger und Gründer des Bärenreiter-Verlages. Die Verbandszeitschrift Der deutsche Bursch der Deutsch-Akademischen Gildenschaft erschien über diesen Kontakt im jugendbewegt ausgerichteten Bärenreiter-Verlag
- Friedrich Weber (1892–1955), deutscher Veterinärmediziner, Wandervogelführer in Bayern, Teilnehmer des Hitler-Ludendorff-Putsches
- Karlheinz Weißmann (* 1959), deutscher Buchautor, Gründer des Instituts für Staatspolitik, Cato Herausgeber und Mitglied im Kuratorium der AfD-nahen Desiderius-Erasmus-Stiftung
- Giselher Wirsing (1907–1975), deutscher Volkswirt, Journalist und Autor, Mitarbeiter des SD